# Søbæk (Slien)
Søbæk (dansk) eller Seebek (tysk) er et 1 km langt vandløb på halvøen Ø (Gade)-Sliminde i det østlige Angel i Sydslesvig. I administrativ henseende hører vandløbet under Masholm kommune i Slesvig-Flensborg kreds i den nordtyske delstat Slesvig-Holsten. Søbækken slynger sig igennem halvøens brakvands-marsk og munder øst for landsbyen Masholm ved udkanten af havfugle-stationen på Ø ud i Slien. 
Bækken er første gang nævnt 1701. Forleddet er subst. sø, glda. siō.

## Weblinks
- Wikimedia Commons har flere filer relateret til Søbæk (Slien)